# Bamses Venner

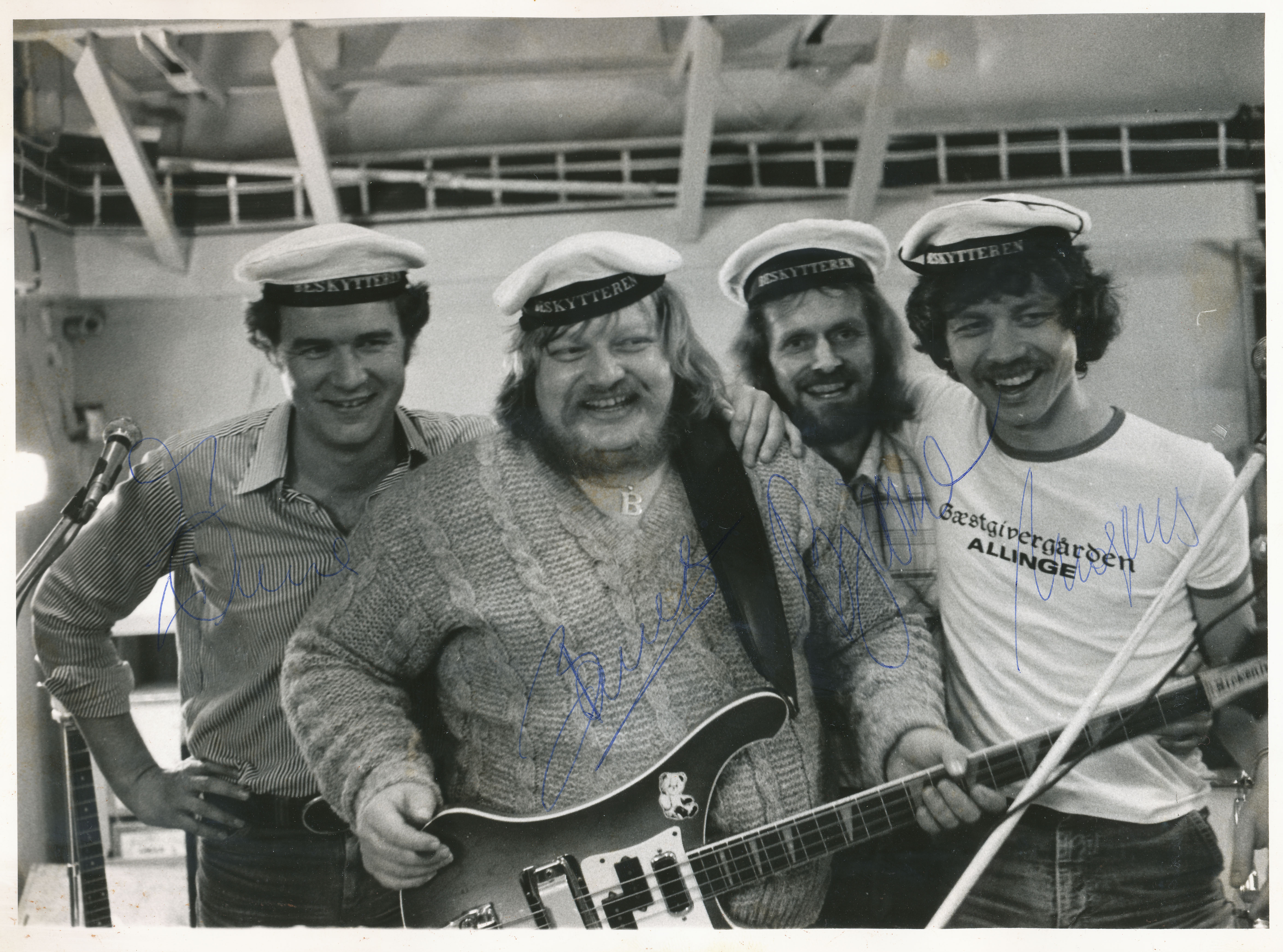
Bamses Venner, 1979

Bamses Venner (en español: Amigos del osito de peluche) fue una banda danesa que estuvo activa entre 1973 y 2011.
Bamses Venner representó a Dinamarca en el Festival de Eurovisión 1980 con el tema "Tænker altid på dig" (Siempre pienso en ti), acabando en el puesto 14 de 19 países y recibiendo 25 puntos.
En 1980, la banda estaba compuesta por Flemming Jørgensen (voz y bajo), cuyo apodo era "Bamse" que significa "Osito de peluche"), Mogens Balle (piano/órgano), Bjarne Green (guitarra) y Arne Østergaard (batería). A partir de 2004, los componentes eran Jørgensen (voz y bajo), Peter Bødker (piano/órgano/guitarra), Frank Thøgersen (batería), Torben Fausø (teclado) y Jes Kerstein (guitarra). Bamses Venner cantó en danés.
Jørgensen murió el 1 de enero de 2011, de un ataque al corazón. El resto de los miembros de la banda decidieron separarse después de celebrar una serie de conciertos de homenaje.

## Discografía
- Bamses Venner (1975)
- Mælk og vin (1976)
- Sutsko! (1977)
- Din sang (1977)
- B & V (1978)
- Solen skinner (1979)
- Sådan set (1980)
- Bamse life I (1980)
- Bamse life II (1980)
- Spor 8 (1981)
- Har du lyst (1983)
- Op og ned (1985)
- Rockcreme (1986)
- Lige nu! (1987)
- 1988 (1988)
- En helt almindelig mand (1989)
- 16 (1990)
- Lyseblå dage (1991)
- Forår (1992)
- Vidt omkring... (1993)
- Vidt omkring (1993)
- Lidt for mig selv (1994)
- Jul på vimmersvej (1995)
- Drenge (1996)
- Mig og mine Venner (1998)
- Brødrene Mortensens jul (1998)
- Stand by me (1999)
- For altid (2000)
- Always on my mind (2001)
- Rolig nu (2002)
- 30 af de bedst (2003)
- Be my guest (2005)
- Kysser dem vi holder a' (2006)